# Doris Singleton
Doris Singleton (* 28. September 1919 in New York City, US-Bundesstaat New York; † 26. Juni 2012 in Los Angeles, Kalifornien) war eine US-amerikanische Sängerin und Schauspielerin.

## Leben
Doris Singleton wurde als Dorthea Singleton im New Yorker Stadtteil Brooklyn geboren. Sie begann ihre künstlerische Laufbahn als Tänzerin beim American Ballet Theatre. Ende der 1930er hatte sie ihre ersten Auftritte als Sängerin bei Art Jarrett und seinem Orchester. Aufgrund ihrer guten Stimme wurde sie für den Rundfunk als Sängerin engagiert. Während des Zweiten Weltkriegs war sie in mehreren Radio-Shows zu hören, unter anderem in The Whistler. Ihre Partner in verschiedenen Shows waren unter anderem Alan Young, George Burns & Gracie Allen, Bob Hope, Jack Benny und Ed Gardner. Während ihres Gastauftritts bei der Radio-Show My Favorite Husband lernte sie 1948 die Schauspielerin, Sängerin und Entertainerin Lucille Ball kennen; hieraus entstand eine lebenslange Freundschaft.
Als Schauspielerin arbeitete Singleton hauptsächlich für das Fernsehen. Sie hatte mehrere durchgehende und wiederkehrende Serienrollen, Episodenrollen und Gastrollen in zahlreichen US-amerikanischen Fernsehserien.
Ihr Fernsehdebüt gab sie 1953 in einer Folge der US-amerikanischen Fernsehserie Adventures of Superman. Im selben Jahr wurde  sie, auf Vermittlung von Lucille Ball, für die Sitcom I Love Lucy, mit Ball als Star, engagiert. Singleton übernahm die Rolle der kurzsichtigen, eingebildeten Nachbarin Caroline Appleby. Sie spielte von 1953 bis 1957 in insgesamt 10 Folgen der Serie mit. In späteren Jahren übernahm sie mehrfach Gastrollen in weiteren Fernsehserien mit Lucille Ball. Singleton war in zwei Folgen der Serie The Lucy Show (1966/1967) zu sehen; in der Folge Lucy and Art Linklatter spielte sie die Schauspielerin Ruth Cosgrove, die von Linklatter für eine Nummer in seiner Fernsehshow engagiert wird. Auch in Balls dritter Sitcom Here’s Lucy war sie mehrfach in Gastauftritten zu sehen. Ihren letzten Auftritt in Here’s Lucy hatte sie 1974 als Balls Studio-Sekretärin in der Folge Lucy Carter Meets Lucille Ball.
Eine weitere durchgehende Serienrolle hatte sie 1960/1961 als sympathische Nachbarin Susie in der kurzlebigen US-Fernsehserie Angel. In der Fernsehserie Meine drei Söhne spielte sie zwei unterschiedliche wiederkehrende Serienrollen. In der Saison 1964/1965 spielte sie Helen Morrison, die Mutter der Serienfigur Sally Morrison. In der Saison 1970/1971 war sie Margaret Williams, die Mutter der Serienfigur Polly Williams.
Sie hatte außerdem zahlreiche Episodenrollen und Gastrollen in verschiedenen US-amerikanischen Fernsehserien, unter anderem in The Bob Cummings Show (1955), The Bob Hope Show (1955), Richard Diamond, Privatdetektiv (1957), Perry Mason (1957/1958), Mike Hammer (1958), Dr. Bill Baxter, Arzt in Arizona (1958; als Laura Jones, Freundin von Butch Cassidy in der Folge The Outlaw Legion), Rauchende Colts (1962), Twilight Zone (1963), The Munsters (1965), Auf der Flucht (1965), FBI (1966), Lieber Onkel Bill (1968), Dr. med. Marcus Welby (1971), Cannon (1975), Zeit der Sehnsucht (1976), Quincy (1978) und Der Denver-Clan (1982; als Mrs. Fredericks).
Singleton spielte in den 1950er Jahren auch in einigen Kinofilmen mit, so in Terror at Midnight (1956), Affair in Reno (1957) und Die Stimme im Spiegel (1958).

## Privates
Singleton war, zum Zeitpunkt ihres Todes, verwitwet und kinderlos. Sie war mit dem Autor, Drehbuchautor, Regisseur und Produzenten Charles Isaacs († 2002) verheiratet. Singleton und Isaacs hatten 1941 geheiratet und waren insgesamt 61 Jahre verheiratet. Sie lebte zuletzt in der Greater Los Angeles Area. Sie starb im Alter von 92 Jahren in ihrem Haus in Los Angeles.

## Filmografie (Auswahl)
- 1953: Adventures of Superman (Fernsehserie, 1 Folge)
- 1953–1957: I Love Lucy (Fernsehserie, 10 Folgen)
- 1955: The Bob Cummings Show
- 1955: The Bob Hope Show
- 1956: Terror at Midnight
- 1957: Affair in Reno
- 1957: Richard Diamond, Privatdetektiv (Richard Diamond, Private Detective) (Fernsehserie, 1 Folge)
- 1957; 1958: Perry Mason (Fernsehserie, 2 Folgen)
- 1959: Die Stimme im Spiegel (Voice in the Mirror)
- 1958: Mike Hammer (Fernsehserie, 1 Folge)
- 1958: Dr. Bill Baxter, Arzt in Arizona (Frontier Doctor) (Fernsehserie, 1 Folge)
- 1960–1961: Angel (Fernsehserie)
- 1962: Rauchende Colts (Gunsmoke) (Fernsehserie, 1 Folge)
- 1963: Twilight Zone (Fernsehserie, 1 Folge)
- 1964–1965: Meine drei Söhne (My Three Sons) (Fernsehserie, 2 Folgen)
- 1965: The Munsters (Fernsehserie, 1 Folge)
- 1965: Auf der Flucht (The Fugitive) (Fernsehserie, 1 Folge)
- 1966: FBI (The F.B.I.) (Fernsehserie, 1 Folge)
- 1966–1967: The Lucy Show (Fernsehserie, 2 Folgen)
- 1968: Lieber Onkel Bill (Family Affair) (Fernsehserie, 1 Folge)
- 1968–1974: Here’s Lucy (Fernsehserie, 4 Folgen)
- 1971: Dr. med. Marcus Welby (Marcus Welby, M.D.) (Fernsehserie, 1 Folge)
- 1975: Cannon (Fernsehserie, 1 Folge)
- 1976: Zeit der Sehnsucht (Days of Our Lives) (Fernsehserie, 1 Folge)
- 1978: Quincy (Quincy M.E.) (Fernsehserie, 1 Folge)
- 1982: Der Denver-Clan (Dynasty) (Fernsehserie, 1 Folge)
- 1985: Deadly Messages (Fernsehfilm)